# カール・ヴィルヘルム・ハーン
カール・ヴィルヘルム・ハーン（Carl Wilhelm Hahn、1786年12月16日 - 1834年10月7日）はドイツの動物学者である。鳥類など多くの図鑑を作ったが特にクモ類の図鑑の著者として知られている。

## 略歴
現在のバイエルン州のヴァッヒェンロートで生まれた。父親は後にフュルトの貴族、ピュクラー家(Pückler)の庭師となる人物である。高校を卒業し、1808年まで軍役についた。エアランゲンで写真を使った製版技術を学び、自然研究者のサークルに加わった。1818年に最初の鳥類の著作の出版を始め、1819年にエアランゲン大学で学位を得た。1819年により出版が盛んなニュルンベルクに移り、そこで3人の子持ちの女性と結婚した。さらにミュンヘンに移り、バイエルン国王マクシミリアン1世の私設動物園の珍しい鳥類についての著作を出版しようとしたが成功しなかった 。1825年にニュルンベルクに戻った。
1820年からクモの図鑑の出版を始めた。それまでクモ類だけの図鑑はなかった。当初の計画では年間12回、100部づつ販売される予定であったが、1836年までに8回の販売しかされなかった。図版はハーンが製作し81点の図版を描いた。ハーンは肺炎で没し、没後、動物学者のカール・ルートヴィヒ・コッホが出版を引継ぎ、1848年まで刊行された。多くの新種のクモの記載がなされている。

## 著書の図版

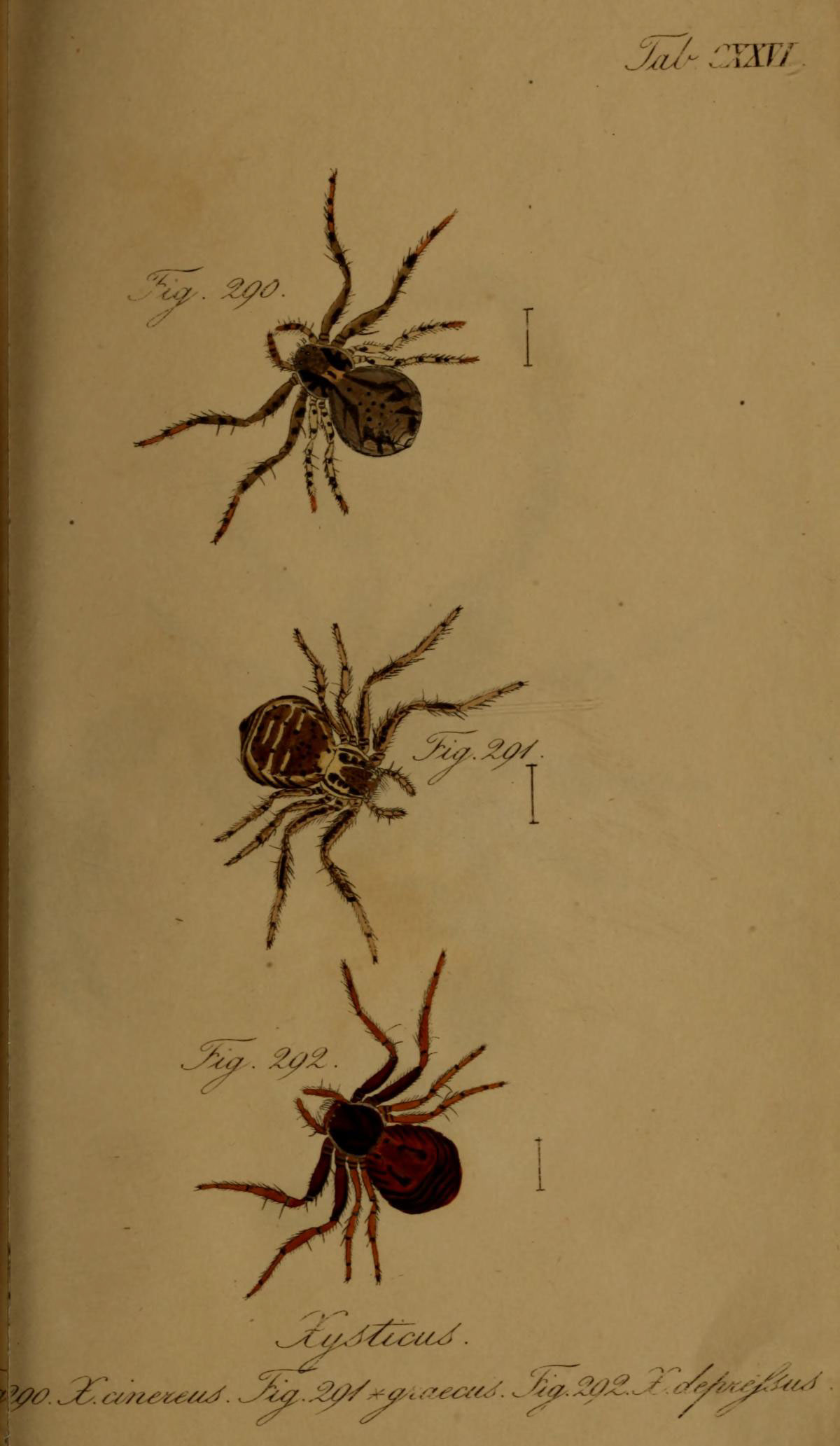
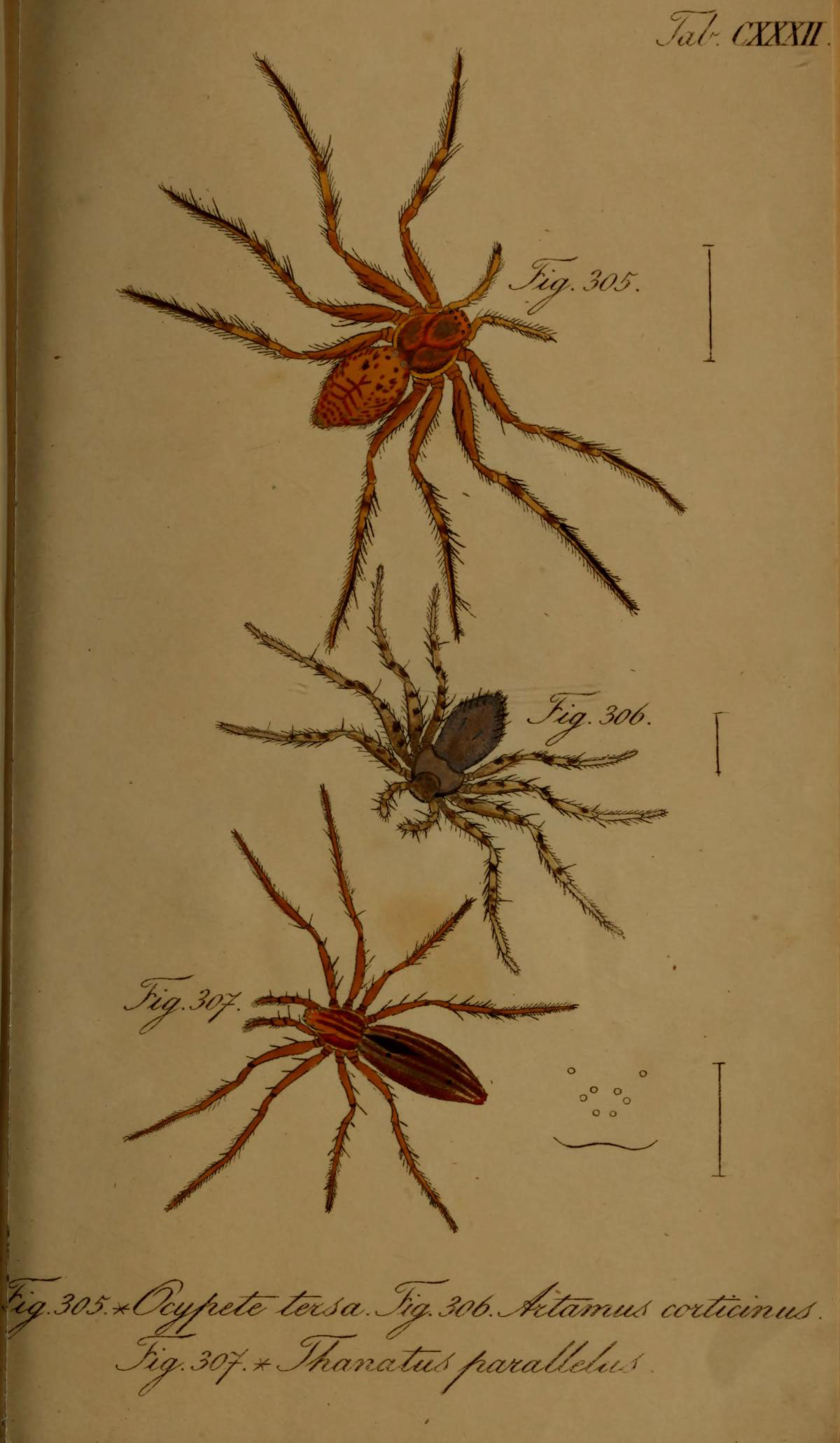
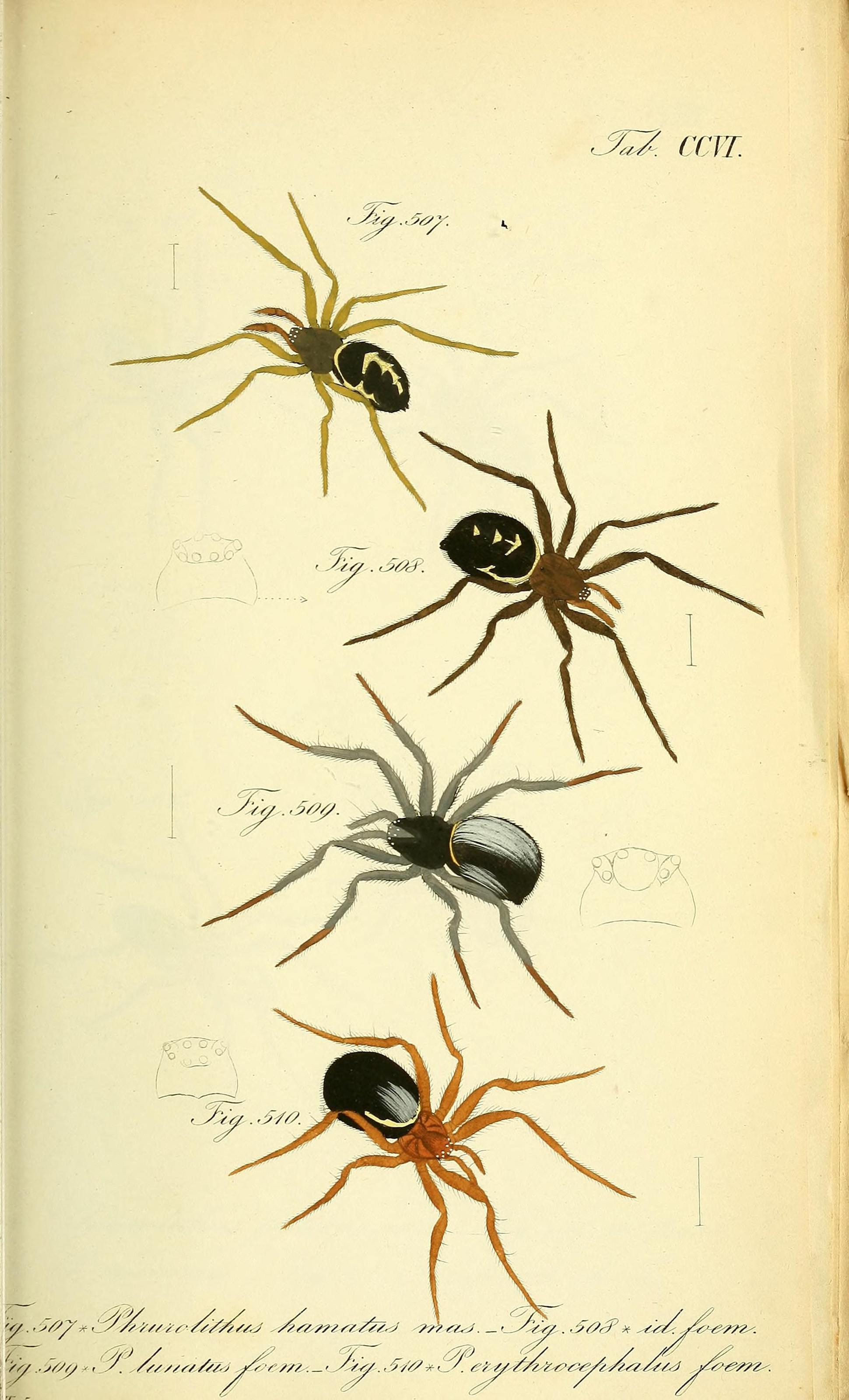
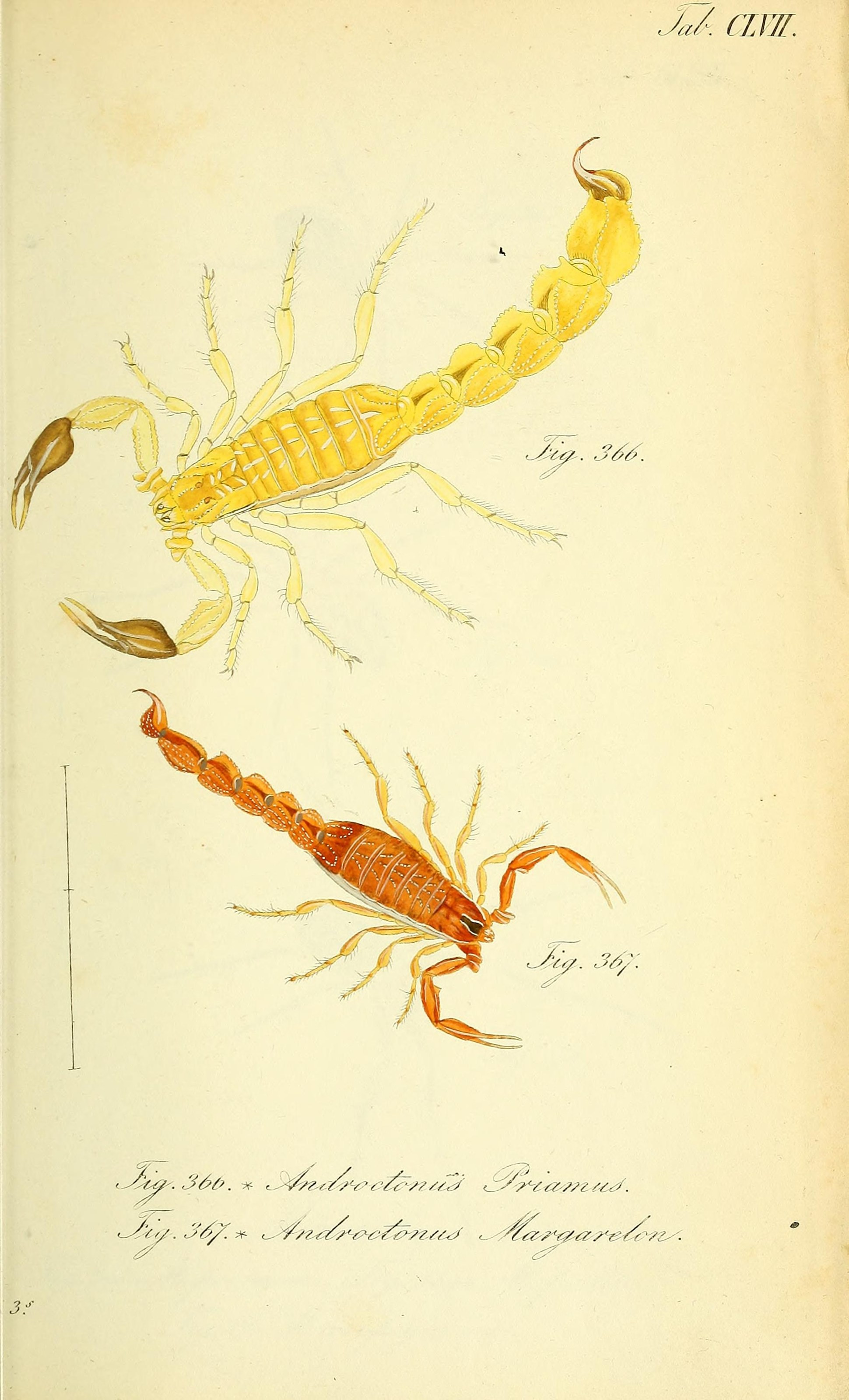
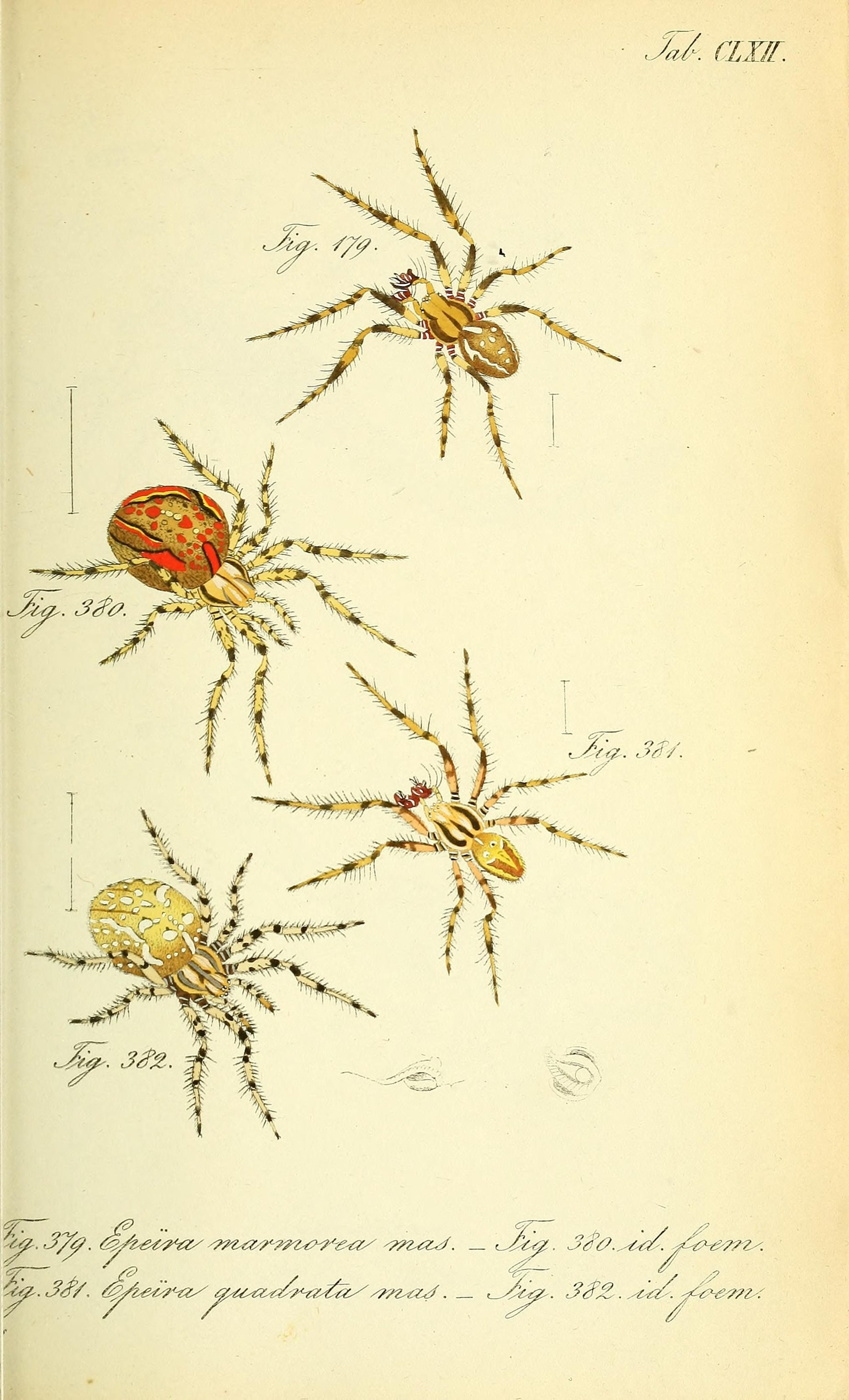

"Die Arachniden"の図版

## 著作
- Vögel aus Asien, Afrika, Amerika und Neu-Holland, in Abbildungen nach der Natur mit Beschreibungen, Nürnberg: Lechner, 19 Lieferungen 1818-1836 - キュスター(Heinrich Carl Küster）と共著の鳥類図鑑
- Monographie der Spinnen, Nürnberg: J. J. Lechner, 8 Lieferungen, 1820-1836 (1988年に再刊)
- Die Arachniden, Nürnberg: 1-2巻（1831,1834）はハーンが出版、その後はコッホが出版
- Naturgetreue Abbildungen zur allgemeinnützigen Naturgeschichte der Thiere Bayerns, Nürnberg,
- Jakob Ernst von Reiderと共著: Fauna Boica, oder gemeinnützige Naturgeschichte der Thiere Bayerns, Nürnberg: Zeh, 29 Lieferungen 1830 bis 1835
- Ornithologischer Atlas oder naturgetreue Abbildung und Beschreibung der außereuropäischen Vögel, Nürnberg: Zeh, 17 Lieferungen, 1834 - 1841 (キュスターにより出版継続)
- Icones ad Monographiam Cimicum, oder Abbildungen zur Monographie der wanzenartigen Insekten, Nürnberg:
- Gründliche Anweisung Krustenthiere, Vielfüße, Asseln, Arachniden und Insecten aller Klassen zu sammeln, zu präparieren, aufzubewahren und zu versenden. Nach mehr als zwanzigjähriger Erfahrung und eigener Ausübung  für Sammler und Liebhaber bearbeitet, Nürnberg: Zeh 1834, 4. Auflage, Nürnberg: Lotzbeck 1854
- Icones Orthopterorum, Abbildungen der hautflügeligen Insecten, Nürnberg: Lechner 1835